# Bartholomaeus Rieseberg

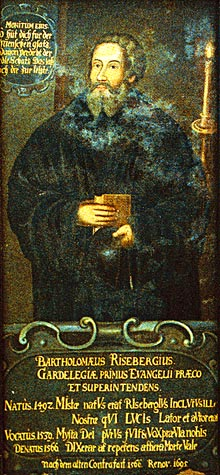
Bartholomaeus Rieseberg

Bartholomaeus Rieseberg (* 24. August 1492 in Mieste; † 10. August 1566 in Gardelegen; auch Bartholomaeus Riseberg) war evangelischer Theologe und Schüler Martin Luthers.

## Leben
Rieseberg hatte im Alter von 17 Jahren ein Studium aufgenommen. 1518 ging er jedoch nach Wittenberg, um bei Martin Luther zu lernen. Begeistert von dessen neuer Lehre reiste Rieseberg als Prediger durch das östliche Norddeutschland. 1520 wurde er nach einem Streit mit der Gardelegener katholischen Geistlichkeit exkommuniziert und musste die Stadt als Ketzer verlassen. Weitere Stationen waren Wanzleben und von 1520 bis 1523 das hessische Immenhausen. Dort predigte Rieseberg anfänglich in privaten Häusern, später in einer Kapelle. 1523 wurde er jedoch gefangengesetzt und in Grebenstein in einen Turm gesperrt. Mit Hilfe einer Frau gelang ihm die Flucht.
Rieseberg kehrte zu Luther nach Wittenberg zurück und trat dann auf dessen Empfehlung eine Stelle als Kaplan in Schweinitz an. Dort erlernte Rieseberg bei Bertrand Cramer, einem getauften Juden, Hebräisch. Anlässlich einer Predigt lernte er hier auch den späteren König Christian III. von Dänemark kennen.
Nach einer kurzen Zeit in Brehna ging Rieseberg 1527 nach Seyda, wo er bis 1540 blieb. Anschließend nahm er eine Stelle in Gardelegen an, nahe seinem Geburtsort. Seine Antrittspredigt in der dortigen Marienkirche hatte er bereits im November 1539 gehalten.
Er erlag am 10. August 1566 in Gardelegen der Pest. Sein Leichnam wurde im Chor der Gardelegener Marienkirche beigesetzt.

## Rezeption

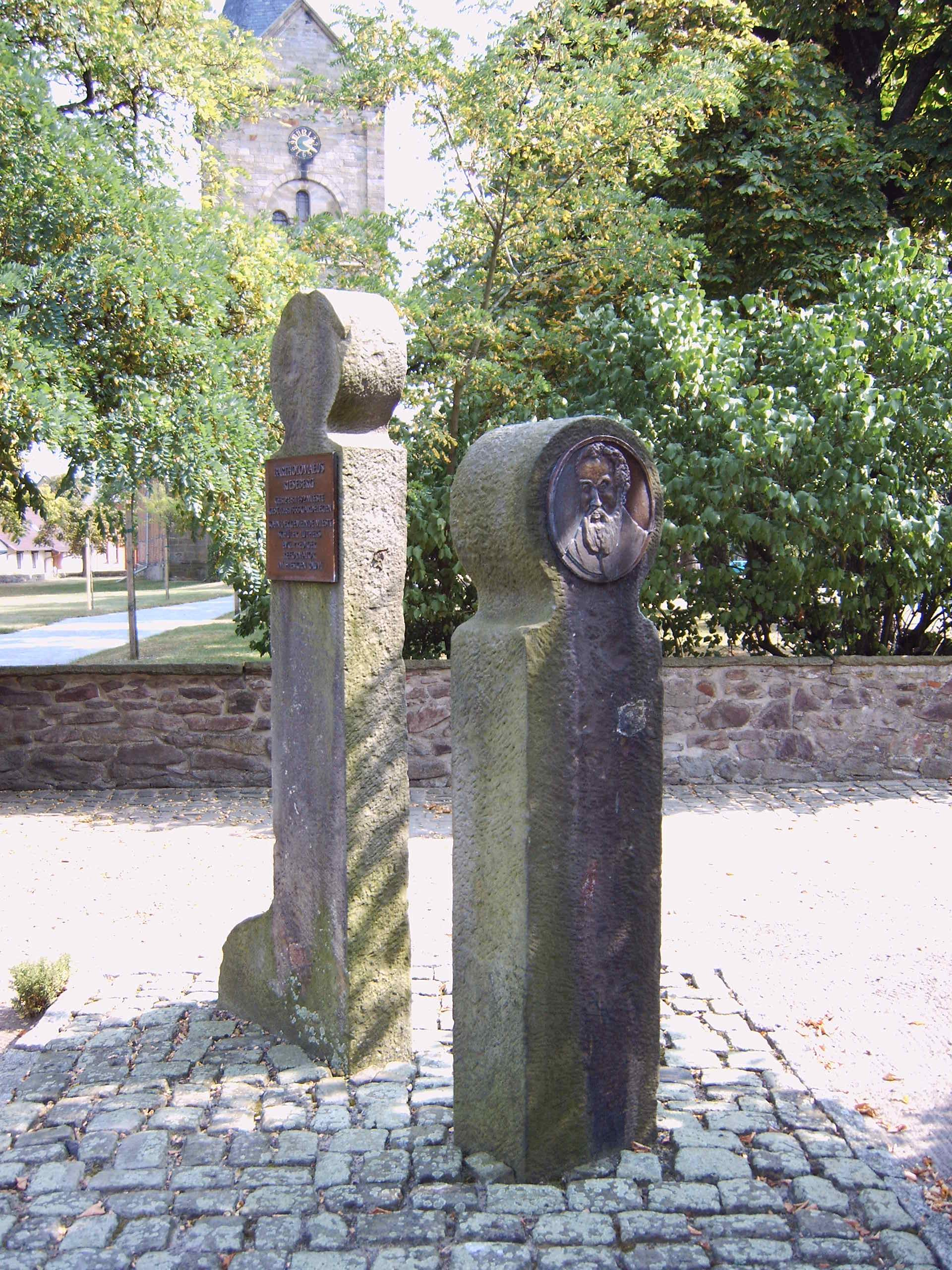
Rieseberg-Denkmal in Mieste

Rieseberg, den man als einen der angesehensten Kanzelprediger seiner Zeit neben Luther schätzte, gilt als der Reformator der Altmark.
In Riesebergs Geburtsort Mieste wurde ihm ein Denkmal gesetzt.
Vor der Stadtkirche von Immenhausen bei Kassel befindet sich eine lebensgroße Bronzestatue des Reformators.
Aus seinem Nachlass ist die Immenhäuser Gutenberg-Bibel, mit handschriftlichen Notizen, erhalten geblieben.